# Вжонца (Турецький повіт)
Вжонца (пол. Wrząca) — село в Польщі, у гміні Турек Турецького повіту Великопольського воєводства.
Населення — 273 особи (2011).
У 1975-1998 роках село належало до Конінського воєводства.

## Демографія
Демографічна структура станом на 31 березня 2011 року:
|          | Загалом | Допрацездатний вік | Працездатний вік | Постпрацездатний вік |
| -------- | ------- | ------------------ | ---------------- | -------------------- |
| Чоловіки | 140     | 36                 | 89               | 15                   |
| Жінки    | 133     | 23                 | 82               | 28                   |
| Разом    | 273     | 59                 | 171              | 43                   |